# Delitto della Cattolica
Il delitto della Cattolica è un fatto di cronaca nera avvenuto in Italia il 24 luglio 1971.
Si riferisce all'omicidio della ventiseienne Simonetta Ferrero perpetrato da ignoti in un bagno femminile dell'edificio dell'Università Cattolica di Milano.
Nonostante le varie ipotesi investigative formulate dagli inquirenti (non escluso quelle di un omicida seriale che collegherebbe tale morte ad altre avvenute a Milano), il caso è rimasto insoluto.

## Il delitto
Simonetta Ferrero, nata il 2 aprile 1945 da famiglia benestante piemontese, era laureata in Scienze politiche alla Cattolica e risiedeva con la famiglia a Milano, dove il padre lavorava presso la Montedison, azienda presso la quale la stessa Simonetta era stata assunta dopo la laurea per essere assegnata alla selezione del personale nella sede di piazzale Cadorna.
La mattina in cui fu uccisa, un sabato, Simonetta uscì intorno alle 10:20 dall'abitazione di famiglia in via Osoppo per sbrigare alcune commissioni in quanto la sera stessa sarebbe dovuta partire per la Corsica in vacanza con i genitori; si recò con il tram 15 (il cui biglietto fu ritrovato nella sua borsetta dalla polizia) in una tappezzeria in via Luini e, a seguire, presso una profumeria in corso Vercelli dove acquistò un fermaglio e, infine, una libreria nei pressi dell'università Cattolica, dove acquistò un dizionario italiano-francese; l'ultima persona a vederla in vita fu Pietro Signorini, titolare della libreria dove, poco dopo le 11, Ferrero acquistò il dizionario.
Non registrabili le sue ultime mosse: i due bidelli di servizio quel giorno all'ingresso della Cattolica, in largo Agostino Gemelli, non la videro entrare.
Ignoti anche i motivi per cui quel giorno sarebbe entrata nei locali dell'ateneo; si suppose all'epoca che la giovane donna avesse intenzione di acquistare alcuni testi universitari ma che avesse trovato chiusa la libreria.
Invece di tornare indietro, salì all'ammezzato per recarsi a un bagno femminile dove fu aggredita e uccisa da un ignoto omicida.
La mattina di lunedì 26 luglio, alle ore 9 circa, un seminarista ventunenne di Mogliano Veneto, iscritto alla facoltà di filosofia nell'ateneo cattolico, Mario Toso (oggi vescovo e docente universitario), dopo aver partecipato in università alla messa delle 8 stava recandosi alla segreteria degli istituti religiosi tramite le scale del blocco G, il più distante dall'entrata di largo Gemelli. La sua attenzione fu richiamata dallo scrosciare ininterrotto dell'acqua proveniente dal bagno delle donne. Toso riferì agli inquirenti che la circostanza lo aveva contrariato perché, deputato alla gestione dell'ordine dei bagni e delle camerate nel suo seminario, vedeva la cosa come uno spreco e ciò lo indusse quindi a entrare nel bagno per chiudere il rubinetto. Una volta entrato scoprì il corpo pugnalato di Simonetta Ferrero.
La salma, il cui riconoscimento fu affidato a due lontani parenti, perché il padre della ragazza fu colpito da due infarti e la madre ebbe un collasso una volta appresa la notizia, presentava 33 ferite di arma da taglio e sette di esse furono ritenute mortali. Il corpo era vestito, steso su un fianco in una pozza di sangue e con la borsa ancora indosso, privo di segni che indicassero violenza sessuale e con ferite sulle mani che suggerivano disperati tentativi di difesa messi in atto dalla vittima.

## Indagini
Secondo la prima ipotesi formulata dagli inquirenti, la vittima si sarebbe recata in bagno in un luogo a lei familiare per semplici esigenze fisiologiche, ma stranamente si diresse verso i bagni del blocco G, anziché quello vicino all'ingresso dell'Università: la seconda ipotesi fu dunque che la donna si fosse diretta alla Cattolica per fare un favore a un'amica recuperando degli appunti per un esame. Pochi giorni dopo il ritrovamento, gli appunti furono trovati sulla scrivania della Ferrero. Peraltro, fra i primi sospettati ci fu lo stesso seminarista che aveva trovato il corpo ma la pista venne abbandonata presto. Queste furono le domande verbalizzate dall'avvocato difensore di Mario Toso:
Poco prima della scomparsa la commessa di una profumeria, dove si era recata la vittima, ricordò di aver notato una Fiat 500 bianca accostata al marciapiede di fronte al negozio, ma non seppe dire se a bordo vi fosse qualcuno che aspettava Simonetta e se all'uscita la ragazza salì su quella macchina oppure proseguì a piedi.
Inoltre nell'Università in quel periodo lavoravano alcuni muratori che utilizzavano dei martelli pneumatici ma che, ascoltati in commissariato, risultarono estranei ai fatti. Di conseguenza l'assassino aveva sfruttato o il rumore provocato dai lavori o la pausa pranzo quando l'Università era deserta.
Era da escludere lo scopo di rapina, dato che nella sua borsetta vennero trovate sia lire che franchi francesi e alla vittima non erano stati sottratti neppure alcuni gioielli di valore che indossava, ma rimane in forse il tentativo di violenza sessuale che verrà poi esclusa dall'autopsia. Fu ipotizzato che un possibile movente fosse da ricollegare alla mancata assunzione di qualche laureato alla Montedison, ma la pista fu scartata in seguito alle indagini.
Il 28 luglio fu eseguita l'autopsia presso l'Istituto di Medicina Legale e delle Assicurazioni da parte dei professori Guglielmo Falzi e Giuseppe Basile: si constatò che le pugnalate erano state trentatré, tutte inferte con un coltello ben affilato a lama lunga; ventisette su trentatré colpi erano entrati in profondità, colpendo numerose volte il torace e l'addome e con esso gli organi vitali e sette erano risultati mortali, uno dei quali aveva reciso in due la carotide. Inoltre erano presenti altre ferite sulle mani, usate evidentemente per difendersi e alla schiena e fu confermata l'assenza di violenza sessuale.
Il 29 luglio, nella chiesa di San Protaso, a piazzale Brescia, si svolsero i funerali della Ferrero celebrati dallo zio monsignore Carlo Ferrero, al quale presenziarono molte crocerossine, studenti della Cattolica e colleghi di lavoro. Le indagini non si fermarono e si allargarono alla provincia seguendo le segnalazioni di alcuni uomini che avevano importunato altre ragazze all'università, ma senza esito. Il 2 agosto gli inquirenti conclusero che l'assassino aveva avuto tutto il tempo necessario per cambiare abito, lavarsi dal sangue della vittima e lasciare l'università deserta. Il 4 agosto furono trovati nella Cattolica un fazzoletto, uno straccio e un indumento blu.
L'assassino ha potuto contare su molti elementi a suo favore: l'Università all'ora di pranzo era quasi deserta, si stavano svolgendo rumorosi lavori di ristrutturazione molto vicini ai bagni; forse aveva già incontrato Simonetta di nascosto, la conosceva oppure l'aveva seguita.

## Cultura di massa
- In Milano criminale di Paolo Roversi la vicenda è descritta in modo particolareggiato, sebbene con nomi diversi dei protagonisti.
- Carlo Lucarelli si occupò del caso nella terza puntata della seconda serie di Blu notte - Misteri italiani (28 aprile 1999).
- Il mostro di Milano di Fabrizio Carcano: il delitto della Cattolica viene collegato ai precedenti e successivi dieci omicidi commessi da un assassino seriale mai identificato, che avrebbe colpito a Milano tra il 1969 e il 1975, colpendo soprattutto prostitute.
- Andrea Camilleri descrisse la storia in maniera romanzata in «Salvo amato…» «Livia mia…», racconto della raccolta Gli arancini di Montalbano.

## Opere sull'argomento
- Enzo Magrì, Il misterioso omicidio della Cattolica, in AA.VV., I veri «gialli» della nera, a cura di Daniele Protti, introduzione di Carlo Lucarelli, Milano, RCS Periodici, 2003.
- Pier Mario Fasanotti, Valeria Gandus, Bang Bang. Gli altri delitti degli anni di piombo, Milano, Tropea, 2004, ISBN 88-438-0422-7.
- Carlo Lucarelli, Massimo Picozzi, La nera. Storia fotografica di grandi delitti italiani dal 1946 a oggi, Milano, Mondadori, 2008, ISBN 88-04-57540-9.
- Luca Steffenoni, Manuela Alessandra Filippi, Psyco Mappe. Due viandanti persi tra arte e delitti milanesi, Milano, Adagio, 2014, ISBN 88-96337-14-3.
- Paolo Roversi, Milano criminale, Venezia, Marsilio Editori, 2015, ISBN 9788831720410.
- Gianni Marilotti, Delitto alla Cattolica, Genova, Fratelli Frilli Editori, 2017, ISBN 978-88-6943-176-0
- Fabrizio Carcano, Il mostro di Milano, Milano, Mursia Editore, 2017 ISBN 978-88-42558-61-3